# Вебер-Хирьякова, Евгения Семёновна
Евге́ния Семёновна Ве́бер-Хирьякова (1893, Омск, Акмолинская область, Российская империя — 1939, Варшава,  Генерал-губернаторство Третьего Рейха в Республике Польше) — журналист, критик, прозаик, переводчик.
В эмиграции с 1919 года (Харбин, Париж). Из Парижа перебралась в Польшу в 1929 году. Стала женой А. М. Хирьякова. Писала рассказы, повести, публицистические и критические статьи, рецензии. Сотрудничала в варшавской газете «За Свободу!» (1927—1932). Входила в редакционный комитет газеты «Молва» (1932—1934; была самым продуктивным автором), позднее еженедельника «Меч» (1934—1939). Пользовалась псевдонимами и криптонимами Андрей Луганов, А. Палицын, В. Евгеньев, Е. В., В. Е.
Сотрудничала также с польскими изданиями «Droga», «Marchołt», «Verbum», «Pion». Была участником варшавского «Литературного содружества» и литературного кружка «Домик в Коломне». В начале Второй мировой войны после капитуляции Польши и вступления немецких войск в Варшаву в октябре 1939 года покончила жизнь самоубийством.